# Roy Andersson
Pour les articles homonymes, voir Andersson.
Roy Andersson est un réalisateur suédois, né le 31 mars 1943 à Göteborg.
Il est connu pour ses cadrages fixes et ses plans séquences tournés en studio, comparables à des tableaux vivants. Ses films sont principalement froids, lugubres et emplis d'humour noir. Il n'a réalisé que six longs-métrages en cinquante ans, dont trois ont été récompensés à Berlin, Cannes et Venise. Il a consacré la majeure partie de son travail à la publicité et à l'élaboration de sa propre maison de production.

## Biographie
Roy Andersson naît à Göteborg, le 31 mars 1943. Après des études de cinéma à Stockholm, il réalise son premier long métrage, Une histoire d'amour suédoise, qui décrit la relation amoureuse entre deux adolescents et lui vaut un succès d'estime. Cinq ans plus tard, son film Giliap est mal reçu, ce qui l'amène à fonder sa propre maison de production, le Studio 24. Dès lors, il se consacre essentiellement à la publicité. Andersson met 25 ans à écrire, produire et réaliser le premier volet d'une trilogie à l'aide de ses revenus publicitaire, Chansons du deuxième étage, composé d'une quarantaine de plans fixes. Ce film le propulse sur la scène internationale et révèle son style singulier, mêlant poésie, burlesque, ambiance cafardeuse et noirceur dans la critique du mode de vie moderne. L'œuvre reçoit le Prix du jury au Festival de Cannes 2000. Sélectionné et récompensé dans plusieurs festivals, le deuxième opus de la trilogie, Nous, les vivants (2007), dépeint le quotidien tourmenté, fait de joies, de peines et de déceptions, de plusieurs individus à travers une succession de vignettes dramatico-bouffonnes. En 2014, le cinéaste remporte le Lion d'or à la 71e Mostra de Venise pour Un pigeon perché sur une branche philosophait sur l'existence, le dernier film de la trilogie. Il s'agit d'une série de sketchs humoristiques ayant pour thèmes l'absurdité et le sens de la vie.

## Filmographie
Sauf indication contraire, les informations mentionnées dans cette section peuvent être confirmées par les bases de données cinématographiques  présentes dans la section « Liens externes ».

### Réalisateur

#### Courts métrages
- 1967 : Visite chez le fils (Besöka sin son)
- 1968 : Hämta en cykel
- 1968 : Samedi le 5.10 (Lördagen den 5.10)
- 1968 : Den vita sporten (en) (documentaire sur les émeutes de Båstad (en)) - film collectif coréalisé avec 10 autres réalisateurs
- 1987 : Quelque chose est arrivé  (Någonting har hänt)
- 1991 : Monde de gloire (Härlig är jorden)

#### Longs métrages
- 1970 : Une histoire d'amour suédoise (En Kärlekshistoria)
- 1975 : Giliap
- 2000 : Chansons du deuxième étage (Sånger från andra våningen)
- 2007 : Nous, les vivants (Du levande)
- 2014 : Un pigeon perché sur une branche philosophait sur l'existence (En duva satt på en gren och funderade på tillvaron)
- 2019 : Pour l'éternité (Om det oändliga)

### Producteur
- 1985 : Jonny Roova de John Olsson
- 2007 : Nous, les vivants

## Distinctions
Sauf indication contraire, les informations mentionnées dans cette section peuvent être confirmées par les bases de données cinématographiques  présentes dans la section « Liens externes ».
- Berlinale 1970 : Grand prix pour Une histoire d'amour suédoise
- Festival de Cannes 1976 : sélection à la Quinzaine des réalisateurs pour Giliap
- Festival international du court-métrage de Clermont-Ferrand 1992 : Prix prestigieux de la presse pour Monde de gloire
- Festival de Tampere 1992 : Prix de la critique et de la meilleure fiction pour Monde de gloire
- Festival international de court métrage de Montréal 1993 : Grand prix pour Quelque chose est arrivée
- Festival de Cannes 2000 : Prix du jury pour Chansons du deuxième étage
- Festival international du film de La Rochelle 2000 : sélection pour Chansons du deuxième étage
- Festival de Cannes 2007 : sélection dans la section un certain regard pour Nous, les vivants
- Festival de Quend du film grolandais 2007 : Amphore d'or pour Nous, les vivants
- Festival international du film de comédie de Cluj-Napoca 2009 : Trophée Comedy pour Nous, les vivants
- Mostra de Venise 2014 : Lion d'or pour Un pigeon perché sur une branche philosophait sur l'existence[2]
- Mostra de Venise 2019 : Lion d'argent du meilleur réalisateur pour Pour l'éternité

## Publicités
La publicité a été un moyen pour Roy Andersson de financer ses films. « C'est ainsi, dit-on, qu'il a mis au point son style burlesque : de larges et longs plans-séquences, où des archétypes sociaux évoluent dans un décor ultra stylisé, sous l'œil d'une caméra fixe. ». Ingmar Bergman le qualifie même de plus grand réalisateur de films publicitaires au monde. « Il est tout de même surprenant de lire un tel hommage venant d'un homme davantage réputé pour sa tyrannie que pour sa générosité. Ce qui ne fait aucun doute, c'est la maîtrise exceptionnelle, et le ton ravageur, dont le cinéaste suédois fait preuve pour mousser les produits de ses clients. ». Lors d'une interview, Roy Andersson parle des spots qu'il a réalisés : « J'ai toujours réalisé mes films publicitaires avec la même philosophie. Je veux décrire l'humain avec respect et empathie. Mes publicités ne sont pas vraiment commerciales. Elles sont assez spéciales. [...] Et puis, je ne peux pas faire une publicité pour un produit que je n'aime pas. Enfin, on dit parfois que la publicité influence le cinéma. Ce n'est pas vrai : ce sont les publicités qui volent aux longs-métrages, sans aucune conscience, ni aucune honte. ».